# 韮山反射炉

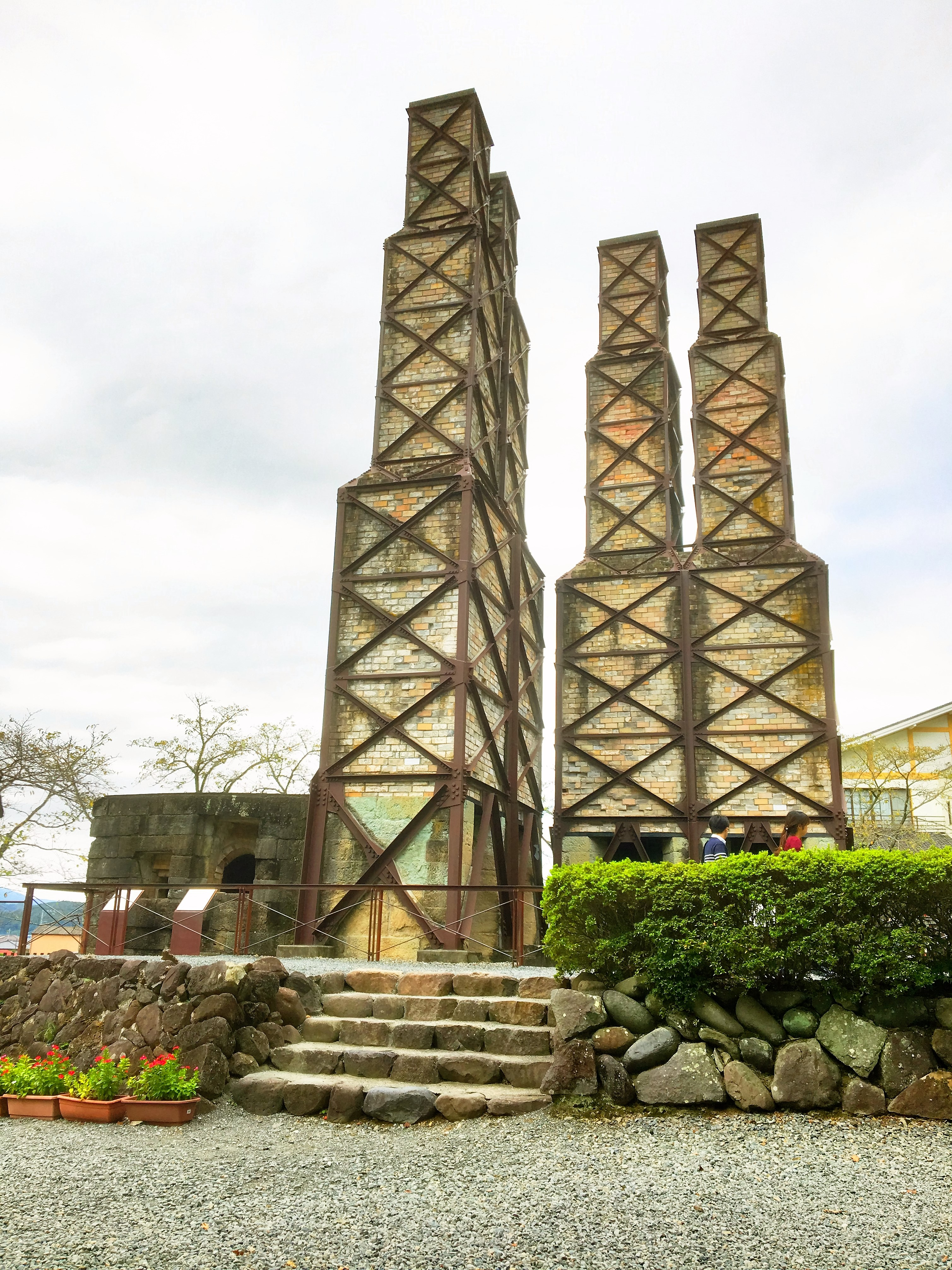
鉄フレームは1957年（昭和32年）の保存工事で追加されたもの。左端の四角の穴より燃料を投入し、その右の馬蹄型の穴より粗鋼を投入する。

韮山反射炉（にらやまはんしゃろ、英：Nirayama Reverberatory Furnaces）は、静岡県伊豆の国市にある反射炉跡である。築造当時の形で現存する反射炉であり、1922年（大正11年）国の史跡に指定されている。

## 概要
韮山反射炉は、伊豆の国市中字鳴滝入に現存している反射炉の遺跡。高さ15.6mの連双2基で合計4炉で構成される。
日本に現存する近世の反射炉は、この韮山反射炉と萩反射炉（山口県萩市）のみである。また、世界的にも実際に鋳鉄の溶解が行われた反射炉としては世界で唯一現存する遺構とされている。
1922年（大正11年）3月8日に敷地も含めて国の史跡に指定された。また、2007年（平成19年）、経済産業省により、近代化産業遺産に認定されている。さらに2009年には、萩反射炉などと共に九州・山口の近代化産業遺産群の構成資産としてユネスコの世界遺産（文化遺産）暫定リストへ掲載され、2015年には「明治日本の産業革命遺産 製鉄・製鋼、造船、石炭産業」として正式登録された。
2020年（令和2年）6月9日、伊豆の国市の調査によって、鋳型を出し入れする「シャチ台」と型乾燥小屋の遺構が発見されている。

## 歴史
1840年（天保11年）のアヘン戦争に危機感を覚えた韮山代官江川英龍は海防政策の一つとして、鉄砲を鋳造するために必要な反射炉の建設を建議した。韮山反射炉は、1853年（嘉永6年）の黒船来航を受けて、江戸幕府直営の反射炉として築造が決定された。
1853年、伊豆下田にて築造開始。翌1854年（安政元年）、下田に入港したアメリカ合衆国のマシュー・ペリー艦隊の水兵が敷地内に侵入したため、築造場所が田方郡中村字鳴滝に変更された。そのため建造当時は中村反射炉と称されている。韮山反射炉と称されるようになったのは明治以降である。1855年（安政2年）、江川英龍が死去すると、跡を継いだ息子の江川英敏が築造を進め、1857年（安政4年）に完成した。
江川英敏は、韮山反射炉を築造するにあたって、1857年（安政4年）、築造途中だった北炉完成のために、佐賀藩で築地反射炉・多布施反射炉の築造に携わった技師田代孫三郎・杉谷雍助以下11名を招き、技術協力を得た。
1857年から1864年まで、反射炉本体での鋳造が行われる。
1864年に閉鎖されたのち、1868年に幕府直営から江川家私営となる。
以降風化が進むが1908年（明治41年）、韮山村有志が反射炉敷地を買い、陸軍省に献納したことにより、陸軍省所管となった反射炉は再工事され、翌年に落成。
以降、韮山反射炉保勝会が維持・管理を行うこととなった。

## 特徴
韮山反射炉は、連双2基4炉を備える反射炉であり、大砲を自力製造したことが特徴である。
反射炉の設計は、ヒュゲェニン(Ulrich Huguenin)著『ロイク王立製鉄大砲鋳造所における鋳造法(Het Gietwezen in's Rijks Ijzer - geschutgieterij te Luik)』という蘭書が参考と推測される。
炉体は、外側が伊豆石（緑色凝灰岩質石材）の組積造、内部が耐火煉瓦（伊豆天城山産出の土で焼かれた）のアーチ積となっている。煙突も耐火煉瓦の組積で、その高さは約15.7メートル。『反射炉御取建日記』によると、築造当時、煙突部分の表面は漆喰で仕上げられていた。

韮山反射炉では、鋳鉄製と青銅製の大砲を製造した。種々の調査が行われているが、製造内容は確定していない。鋳鉄製18ポンド砲4門を製造、内2門が試打（試射）、銅製は5門以上製造との論文がある。
韮山反射炉に関連する大砲は次のとおり。
- 18ポンドカノン砲　鋳鉄製。韮山反射炉で鋳造され、反射炉付属の錐台小屋で砲身の内部をくり抜いた。1番から4番まで4門製造された模様。
- 24ポンドカノン砲　青銅製。1門製造された模様。なお、2015年（平成27年）現在、現地で展示されている24ポンドカノン砲は、銑鉄製で株式会社木村鋳造所が1998年（平成10年）にレプリカとして製造したもの[18]。
- 80ポンドカノン砲　青銅製。4門製造された模様。
- 20ドイム臼砲　青銅製。2015年現在、現地で展示されている。韮山反射炉で製造されたものと言われている。
- 29ドイム臼砲　青銅製。2015年現在、現地で展示されている。韮山反射炉の築造に先立ち、江川邸で作られた縮小サイズ反射炉で試作されたものと言われている。

なお、ドイム（拇）は、オランダの長さの単位で、2.57393636センチメートルに相当するが、幕末の日本では1ドイム=1センチメートルと定義されている。

## 韮山古川

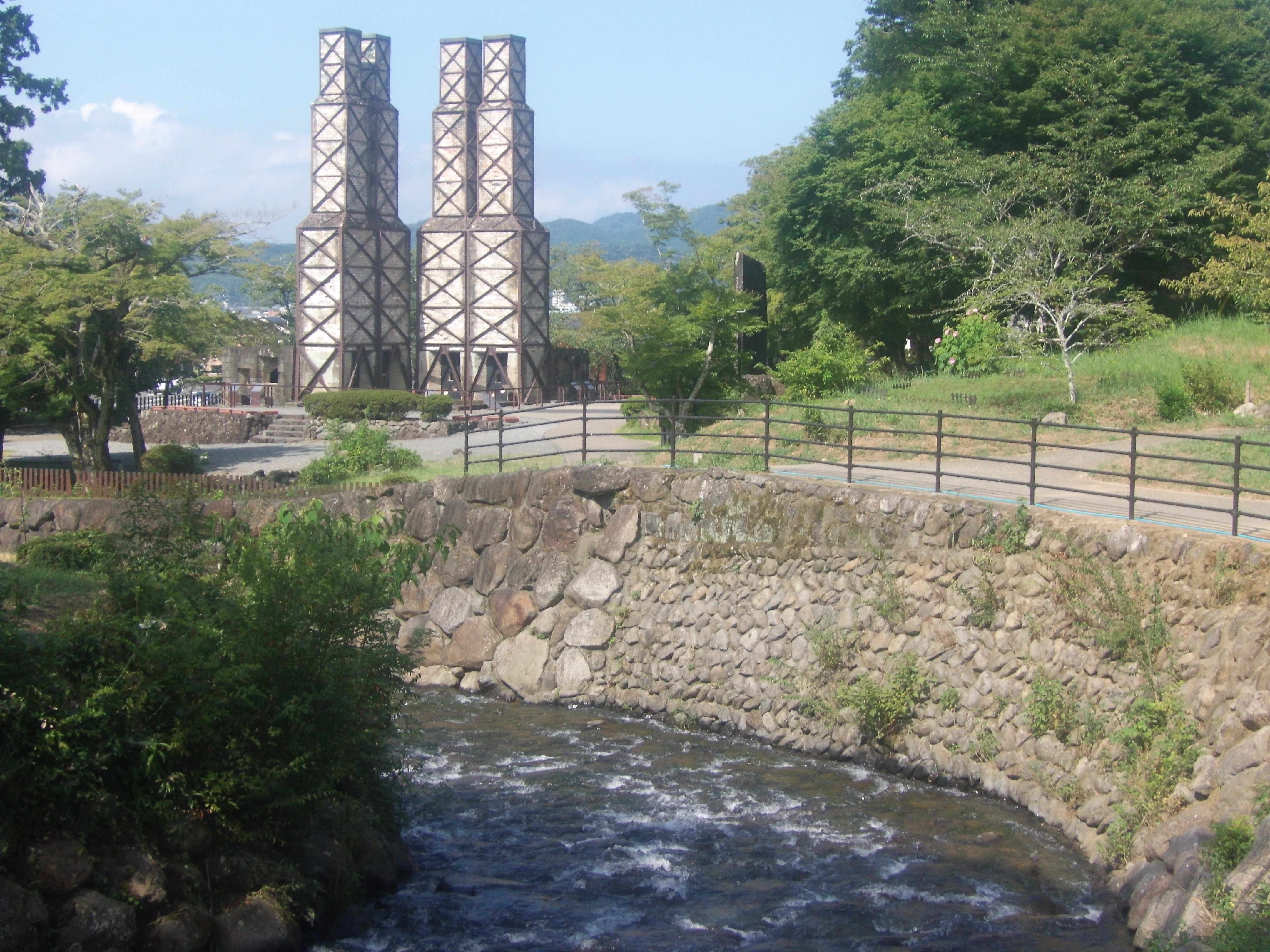
反射炉脇を流れる古川（画面奥の石垣護岸は古いもの）

韮山反射炉では鋳造した砲身に砲穴を刳り貫く鑽開作業に水車動力を用いたため、反射炉敷地脇を流れる古川を河川改修し、反射炉側へ流れを蛇行させ、取水口から木樋で水車に水流を供給した。世界遺産としてはこの改修した区間約144メートルも含まれている。
次第に流下開削によって河床が下がったことから護岸が石垣補強されたが、上流からの流石や川岸の土砂崩れで取水口部分は埋もれてしまった。
なお、古川は一級河川に指定されているが、その起点は水車から排水された水流が再び川へ戻された合流点からとなっており、流れを改修された箇所（世界遺産登録範囲）やそれより上流の水源域は準用河川扱いとなっているが、世界遺産に求められる法的保護根拠としては河川法が適用されている。

## ガイダンス施設

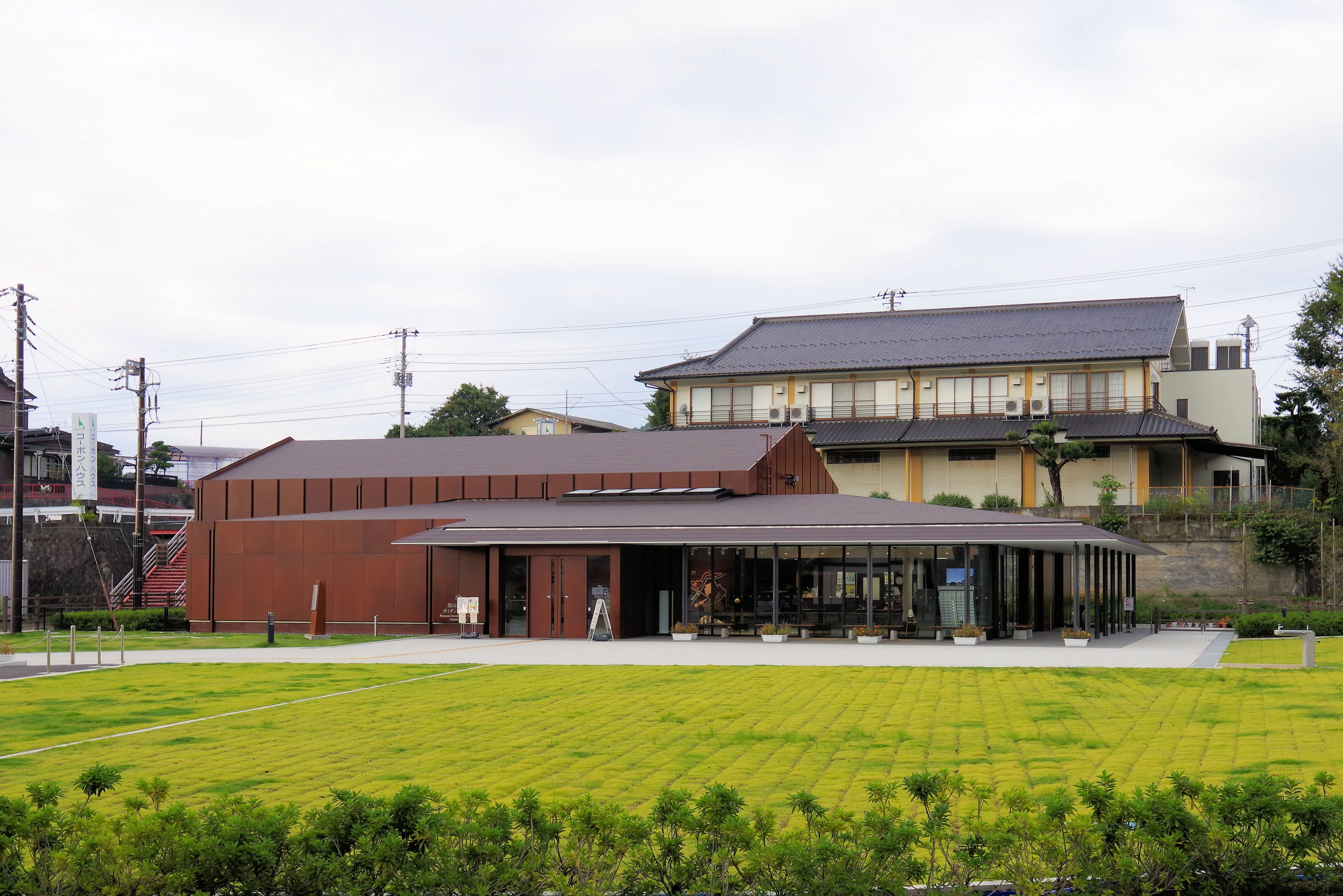
韮山反射炉ガイダンスセンター

韮山反射炉を含む明治日本の産業遺産が世界遺産に登録されたことをうけ、世界遺産条約に基づきガイダンス施設の設置が検討されたが、主たる構成資産が九州にあることから、伊豆の国市としては独自に韮山反射炉ガイダンスセンターを2016年（平成28年）12月11日に反射炉脇に整備した（世界遺産全体としては構成資産がない東京新宿に産業遺産情報センターを2020年に設置）。
鉄骨造平屋建て、608.51平方メートル。設計はアイ・エヌ・エー新建築研究所。入館料は反射炉入場料500円に含まれる（反射炉へはガイダンスセンター内を通り抜けなければならない）。

## 所在地
〒410-2113　静岡県伊豆の国市中字鳴滝入268-1
アクセス
- 東名高速道路沼津IC、新東名高速道路長泉沼津ICから伊豆縦貫自動車道、伊豆中央道（国道136号バイパス道路）江間ICを経由して約30分
- 伊豆箱根鉄道駿豆線伊豆長岡駅から徒歩約20分、タクシー約5分